# Среди лета
«Среди лета» — советский широкоэкранный драматический фильм, снятый режиссёром Василием Ильяшенко на киностудии им. Довженко в 1975 году.
Премьера фильма состоялась 8 октября 1975 года. Фильм посмотрели 1,9 млн зрителей.

## Сюжет
Андрей Троян и Владимир Рубан, бывшие товарищи по учёбе, встречаются снова, когда Рубан приглашает Трояна работать вместе в совхозе, чтобы испытать новый сорт пшеницы. Возникают конфликты из-за разницы в методах и стиле управления, но в конце концов Троян находит счастье в отношениях с Марией, учительницей из прошлого.

## В ролях
- Константин Степанков — Рубан
- Богдан Ступка — Троян
- Земфира Цахилова — Мария
- Виталий Расстальной — Тур
- Григорий Михайлов — Анастас
- Александр Гай — Скорина
- Виктор Черняков — Лагода
- Вячеслав Воронин — Макарец
- Людмила Купина — Надежда, жена Рубана
- Галина Долгозвяга
- Вилорий Пащенко — зоотехник
- Неонила Гнеповская

## Съёмочная группа
- Режиссёр: Василий Ильяшенко
- Сценарист: Юрий Пархоменко
- Оператор: Юрий Гармаш
- Художник: Виктор Жилко
- Звукорежиссёр: Леонид Вачи
- Композитор: Александр Билаш